# Dzsaiszalmer
Dzsaiszalmer (hindi: जैसलमेर, angol: Jaisalmer) város India északnyugati részén, Rádzsasztán szövetségi államban. A város lakossága mintegy 60 ezer fő volt 2001-ben.
Az "Aranyváros"-nak is nevezett Dzsaiszalmer a pakisztáni határ közelében, egy sárga homokkő vonulaton, a Thár-sivatag nyugati részén fekszik. A város legszebb éke az erőd, területén a díszes faragványokkal borított palotáival és több cikornyás dzsaina templommal.  
Az India és Közép-Ázsia között húzódó tevekaraván-útvonalak metszéspontján fekvő Dzsaiszalmer gazdagságát a kereskedők megadóztatásának köszönhette, a tengeri kereskedelmi útvonalak megnyitása után azonban gyorsan veszített jelentőségéből, ami viszont azzal a szerencsés következménnyel is járt, hogy építészeti emlékei szinte sértetlen állapotban maradtak meg.

## Éghajlata
| Hónap                                   | Jan. | Feb. | Már. | Ápr. | Máj. | Jún. | Júl. | Aug. | Szep. | Okt. | Nov. | Dec. | Év   |
| --------------------------------------- | ---- | ---- | ---- | ---- | ---- | ---- | ---- | ---- | ----- | ---- | ---- | ---- | ---- |
| Rekord max. hőmérséklet (°C)            | 35,8 | 37,8 | 42,3 | 45,8 | 48,0 | 49,2 | 47,0 | 43,3 | 43,3  | 42,2 | 38,8 | 34,4 | 49,2 |
| Átlagos max. hőmérséklet (°C)           | 23,8 | 27,3 | 33,3 | 39,1 | 41,9 | 40,9 | 38,1 | 36,6 | 37,1  | 36,5 | 31,3 | 25,4 | 34,3 |
| Átlagos min. hőmérséklet (°C)           | 9,1  | 12,4 | 18,1 | 23,5 | 26,4 | 27,6 | 27,0 | 25,9 | 25,0  | 21,8 | 15,9 | 10,5 | 20,3 |
| Rekord min. hőmérséklet (°C)            | −5,9 | −4,4 | 3,4  | 10,6 | 15,1 | 17,2 | 20,1 | 19,1 | 12,9  | 8,3  | 2,0  | −0,6 | −5,9 |
| Átl. csapadékmennyiség (mm)             | 1    | 5    | 3    | 7    | 7    | 21   | 59   | 72   | 19    | 3    | 1    | 2    | 202  |
| Forrás: India Meteorological Department |      |      |      |      |      |      |      |      |       |      |      |      |      |

## Látnivalók
- Az erőd. Vaskos falai és 99 zömök tornya kb. 300 méterrel magasodik a város fölé. Napközben rozsdabarna árnyalatban látszik, napnyugtakor úgy tűnik, mintha színaranyból öntötték volna.
- A havélík. A 19. században a gazdagok által épített paloták.
- Mánik Csauk. Piac, amely az erőd bejáratánál van, ahol a karavánok megállnak. Ezüst ékszereket, hímzett takarókat árulnak.
- Náthmaldzsí palotája
- Bádal Vilász palota
- A dzsaina templomok
- Garhíszágar-tó, ghátakkal (lépcsősor) és templomokkal szegélyezve
- Bhattíjáni Ráni hindu templom

## Fordítás
Ez a szócikk részben vagy egészben  a   Jaisalmer című angol Wikipédia-szócikk fordításán alapul.  Az eredeti cikk szerkesztőit annak laptörténete sorolja fel. Ez a jelzés csupán a megfogalmazás eredetét és a szerzői jogokat jelzi, nem szolgál a cikkben szereplő információk forrásmegjelöléseként.